# ルートヴィヒ10世 (バイエルン公)
ルートヴィヒ10世（Ludwig X., 1495年9月18日 - 1545年4月22日）は、16世紀のバイエルン公。アルブレヒト4世とクニグンデ・フォン・エスターライヒの次男。兄のヴィルヘルム4世とバイエルンを共同統治していた。

## 生涯
家領の長子相続を取り決めた父が1508年に死去した後、兄のヴィルヘルム4世がバイエルンの単独統治を開始した。しかし、ルートヴィヒ10世は自分が生まれた後にこの制度が施行されたため無効であると主張し、ヴィルヘルム4世はやむを得ず1516年に共同統治を認めた。
ルートヴィヒ10世は宗教改革に初めは同情を示していたが、やがてカトリックに転向、ドイツ農民戦争の鎮圧側に回った。また、ボヘミア王位を主張してハプスブルク家と対立したが、1534年、フェルディナント1世とリンツで和睦した。
イタリア旅行でマントヴァのパラッツォ・デル・テ（夏の離宮、ジュリオ・ロマーノ作）に影響され、1536年からランツフートに宮殿を建造した。
1545年に死去した。子がなかったため、再びヴィルヘルム4世の単独統治となり、その後は長子相続が守られた。